# Cratoalloneura verdandia
Cratoalloneura verdandia là một loài côn trùng trong họ Myrmeleontidae thuộc bộ Neuroptera. Loài này được Martins-Neto miêu tả năm 2003.